# Internetowa encyklopedia PWN
Internetowa encyklopedia PWN (Інтернет-енциклопедія ПВН) — онлайнова енциклопедія польською мовою, доступна безкоштовно і без необхідності реєстрації. Випуски користуються гарною репутацією; здійснюється польським видавництвом Wydawnictwo Naukowe PWN (Наукове видавництво ПВН). Містить більше 80 тисяч статей та близько 5 тисяч зображень.
На заголовній сторінці — скромна хронологічна таблиця, випадкове зображення, випадкова стаття та цікавий факт. Статті можливо знайти за допомогою списку або через вікно пошуку.